# Giampaolo Cheula
Giampaolo Cheula (Premosello, Provincia de Verbano-Cusio-Ossola, 23 de mayo de 1979) es un ciclista italiano que fue profesional entre 2001 y 2011.

## Biografía

### Primeros años en equipos italianos
Debutó como profesional en 2001 en las filas del equipo Mapei-Quick Step. En 2002 ganó la general y una etapa del Circuit des Mines, así como una etapa de la Vuelta a Baviera.

### Barloworld
En 2005 empezó su relación con el equipo Barloworld, de categoría Continental Profesional.
En 2006 ganó la Carrera de la Paz, en la que fue la última edición de dicha carrera, poniendo fin a su sequía de victorias.
En total permaneció en el equipo un total de cinco temporadas.

### Footon-Servetto, ingreso en el ProTour
Para 2010 fichó por el Footon-Servetto de categoría UCI ProTour, dirigido por Mauro Gianetti y Joxean Fernández "Matxín" y en medio de un proceso de renovación de la plantilla de la escuadra tras los escándalos de dopaje protagonizados en las anteriores temporadas.
El equipo anunció el 24 de junio que Cheula sería uno de los nueve ciclistas de la formación que participarían en el Tour de Francia, siendo además el único con experiencia previa en la Grande Boucle. Sin embargo, el 29 de junio recibió una llamada telefónica del equipo mientras realizaba su último entrenamiento (un día antes de viajar a Róterdam, salida de la primera etapa de la ronda francesa, para la presentación oficial) en la que le fue comunicado que finalmente no iría al Tour al decidirse su sustitución en beneficio de Aitor Pérez Arrieta, exclusión ante la que Cheula hizo público su enfado con sus directores.

## Palmarés
2000
- Flèche du Sud, más 1 etapa

2002
- 1 etapa de la Vuelta a Baviera
- Circuit des Mines, más 1 etapa

2006
- Carrera de la Paz

2008
- Gran Premio Nobili Rubinetterie

## Resultados en Grandes Vueltas
| Carrera | Carrera         | 2001 | 2002 | 2003  | 2004 | 2005 | 2006 | 2007  | 2008 | 2009  | 2010 | 2011 |
| ------- | --------------- | ---- | ---- | ----- | ---- | ---- | ---- | ----- | ---- | ----- | ---- | ---- |
|         | Giro de Italia  | —    | —    | 61.º  | —    | —    | —    | —     | —    | 101.º | Ab.  | 97.º |
|         | Tour de Francia | —    | —    | —     | —    | —    | —    | 111.º | 86.º | —     | —    | —    |
|         | Vuelta a España | —    | —    | 107.º | —    | —    | —    | —     | —    | —     | 86.º | —    |

—: no participa
Ab.: abandono

## Equipos
- Mapei-Quick Step (2001-2002)
- Vini Caldirola (2003-2004)
  - Vini Calderola-So.di (2003)
  - Vini Caldirola-Nobili Rubinetterie (2004)
- Barloworld (2005-2009)
  - Barloworld (2005-2008)
  - Barloworld-Bianchi (2009)
- Footon-Servetto (2010-2011)
  - Footon-Servetto (2010)
  - Geox-TMC (2011)